# La conversione e morte di San Guglielmo
La conversione e morte di San Guglielmo (Sankt Vilhelms omvändelse och död) är ett sakralt musikdrama (dramma sacro) i tre delar med musik av Giovanni Battista Pergolesi och libretto av Ignazio Mancini.
Pergolesi sändes i unga år att studera musik vid konservatoriet i Neapel. Där hade han förmånen att få studera för sådana mästare som Gaetano Greco, Leonardo Vinci och Francesco Durante. Hans sakrala drama La conversione e morte di San Guglielmo var förmodligen ett sorts examensarbete vid konservatoriet.
De två huvudpersonerna i Pergolesis första sceniska verk är Sankt Vilhelm av Akvitanien som regerade från 1127 till 1137, och Sankt Bernard av Clairvaux, cisterciensmunken som var den drivande kraften bakom det andra korståget. Andra figurer är Djävulen, en ängel och den skrytsamme kapten Cuòsemo som bidrar med komiska repliker på neapolitansk dialekt. 
Den första och den tredje delen av sinfonian (ouvertyren) är nästan identiska med Pergolesis sinfonior till Adriana in Siria och L'Olimpiade. Förutom de vanliga recitativen och ariorna finns det flera duetter liksom en avslutande kvartett till del 1, "Cieco che non vid'io" sjungen av Vilhelm, Bernard, ängeln och Djävulen.
Verket hade premiär sommaren 1731 i kyrkan Sant'Agnello Maggiore i Neapel.